# Монтеграције (Империја)
Монтеграције је насеље у Италији у округу Империја, региону Лигурија.
Према процени из 2011. у насељу је живело 308 становника. Насеље се налази на надморској висини од 246 м.